# Kingdom Hearts Mobile
Kingdom Hearts Mobile (キングダム ハーツ モバイル?, Kingudamu Hātsu Mobairu) è una community online basata sul servizio di social networking, sviluppata da Square Enix per la NTT DoCoMo. La community è stata ufficialmente lanciata il 15 dicembre 2008 in Giappone insieme al videogioco Kingdom Hearts Coded per telefoni cellulari. A differenza di Kingdom Hearts Coded, Mobile non fa parte della storia principale. Si compone di vari mini-giochi, con contenuti correlati scaricabili quali suonerie e wallpaper.

## Modalità di gioco
Kingdom Hearts Mobile è un mondo 2D, il Regno Avatar, che i giocatori possono esplorare liberamente con i loro avatar. I giocatori vagano per il Regno Avatar controllando il proprio avatar in stile Chibi che può essere personalizzato attraverso vari mezzi ed elementi. Tra questi abiti, armi e oggetti che sono acquistabili nel negozio online del gioco utilizzando il Munny, la valuta virtuale del gioco. Gli avatar sono utilizzati anche per giocare ai mini-giochi, incontrare e chattare con gli amici e fare attività insieme nel Regno Avatar. Abiti e sfondi possono essere guadagnati dai giocatori ogni volta che si completa un episodio di Kingdom Hearts Coded.